# Włóka łąkowo-polowa
Włóka łąkowo-polowa (brona) – jest to maszyna rolnicza działająca powierzchniowo, używana wczesną wiosną do spulchniania wierzchniej warstwy gleby, kiedy to nadmierna wilgotność uniemożliwia stosowanie bardziej agresywnie działających maszyn rolniczych. 

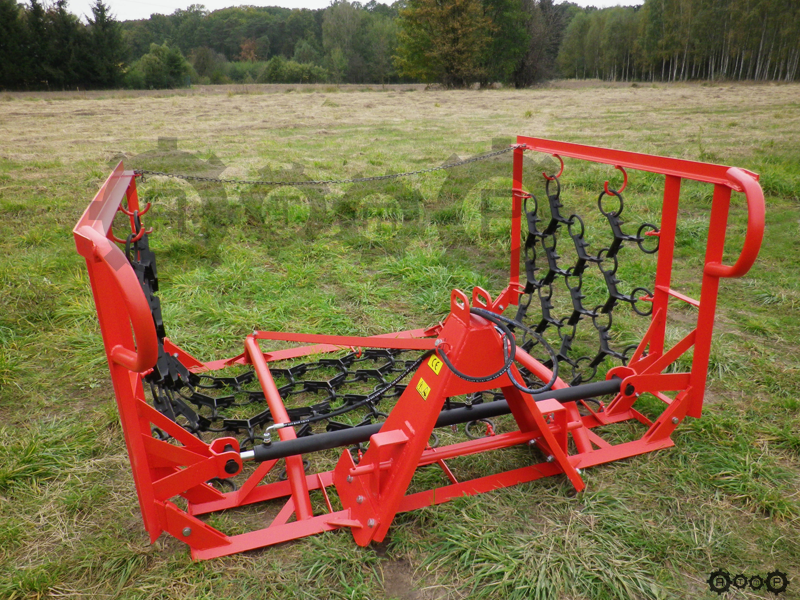
Włóka, brona łąkowo-polowa Producent ATMP

Dzięki włóce możemy usunąć skorupę powstałą na wierzchniej warstwie skib (włókowanie odbywa się bardzo wczesną wiosną) oraz wygładzić pole. Zapobiega to nadmiernemu parowaniu gleby z jej głębszych warstw. Zabieg ten wykonuje się  przed siewem. 
Włóki/brony używa się także do rozbijania brył, niszczenia chwastów, przykrywania nasion po siewie, rozgarniania kretowisk, kopców i innych nierówności.
Dzięki włókowaniu, gleba łatwiej traci wilgotność z wierzchnich warstw oraz szybciej się nagrzewa, czego skutkiem jest przyśpieszenie terminu siewu. 
Włókowanie odbywa się pod kątem ostrym w stosunku do grzbietu skib.
Nowoczesne włóki posiadają dwustronne elementy robocze. 
Producenci nowoczesnych włók powyżej 2m (4m, 5m, 6m, 8m itd), by ułatwić pracę rolnikom i zaoszczędzić czas, montują siłowniki hydrauliczne, pozwalające rozkładać i składać maszyny w bardzo krótkim czasie.
Wykonane z kątownika hutniczego nowoczesne włóki są bardzo trwałymi maszynami, powszechnie używanymi w polskim rolnictwie.